# 타마라 테일러
타마라 테일러(Tamara Taylor, 1970년 9월 27일 ~ )는 캐나다의 배우이다.

## 출연 작품
- 저스티스 리그: 갓 앤 몬스터 (2015)
- 셔플 (2011)
- 고든 글래스 (2007)
- 세레니티 (2005)
- 다이어리 오브 매드 블랙 우먼 (2005)
- 원 스페셜 모멘트 (2001)
- 도로시 댄드리지 (1999)
- 센스리스 (1998)
- LBJ: 초창기 (1987)

### 텔레비전
- 도슨의 청춘일기 (1998)
- 로스트 (2005)
- 본즈 (2006-17)